# Jonas Larholm
Jonas Erik Larholm, né le 6 mars 1982 à Göteborg, est un handballeur suédois évoluant au poste de demi-centre.
Avec l'équipe nationale de Suède, il a notamment été médaillé d'argent aux Jeux olympiques de 2012 à Londres.

## Palmarès

### Équipe nationale
- Médaillé d'argent aux Jeux olympiques d'été de 2012 à Londres ( Royaume-Uni).